# Erik Bánki
Dans le nom hongrois Bánki Erik, le nom de famille précède le prénom, mais cet article utilise l’ordre habituel en français Erik Bánki, où le prénom précède le nom.
Erik Bánki, né le 26 mai 1970 à Szekszárd, est un homme politique hongrois membre du Fidesz.

## Biographie
Il est représentant du comitat de Baranya à l'Assemblée nationale de Hongrie de 1998 à 2012.  
En juin 2012, à la suite de l'élection de János Áder comme président de la République de Hongrie, il lui succède au Parlement européen et quitte donc son mandat national.
Au Parlement européen, il siège au sein du groupe du Parti populaire européen et est membre de la commission du transport et du tourisme.